# Lüchow, Herzogtum Lauenburg
Lüchow là một đô thị thuộc huyện Lauenburg, trong bang Schleswig-Holstein, nước Đức. Đô thị Lüchow, Herzogtum Lauenburg có diện tích 4,62 km², dân số thời điểm 31 tháng 12 năm 2006 là 199 người.